# Carrigeenamronety Hill SAC
Carrigeenamronety Hill SAC este o arie protejată (arie specială de conservare — SAC, sit de importanță comunitară — SCI) din Irlanda întinsă pe o suprafață de 94,75 ha, integral pe uscat.

## Localizare
Centrul sitului Carrigeenamronety Hill SAC este situat la coordonatele 52°17′39″N 8°26′13″W / 52.2943°N 8.437°V.

## Înființare
Situl Carrigeenamronety Hill SAC a fost declarat sit de importanță comunitară în mai 1998 pentru a proteja un număr necunoscut de specii din flora spontană și fauna sălbatică aflate în arealul zonei. Situl a fost protejat și ca arie specială de conservare în mai 2017.

## Biodiversitate
Situată în ecoregiunea atlantică, aria protejată conține 2 habitate naturale: Pajiști umede nord-atlantice cu Erica tetralix, Pajiști uscate europene.
La baza desemnării sitului se află un număr nedeclarat de specii protejate.